# Петра
Вижте пояснителната страница за други значения на Петра.
Петра (на арабски: البتراء – ал-Батра́; на старогръцки: Πέτρα) е древен град в днешна Йордания, столица на набатеите.
Разположен е в естествено укрепената планинска долина Вади Муса („Долината на Мойсей“) на източния склон на Уади Араба, на кръстопътя на главните търговски маршрути – към Газа на запад, Бостра и Дамаск на север, Ейлат на Червено море и Персийския залив от другата страна на пустинята.
Непознат на западния свят в продължение на стотици години, розовочервеникавият град Петра някога процъфтявал като важна точка от древните търговски маршрути. Той е обграден от високи планини и е достъпен през тясно дефиле, а забележителните му, изсечени в скалите сгради са запазени непокътнати.
На 6 декември 1985 Петра е включена Списъка на световното културно и природно наследство на ЮНЕСКО.

## История
В града има неидентифицирани праисторически останки, но първите известни обитатели са едомците, които живеели тук около 1000 г. пр.н.е. Според Библията те били потомци на Исав, а препратките в Битие към място наречено Села, почти сигурно се отнасят за Петра („камък“ на гръцки). Едомците били победени от Юдейския цар Амасия, който наредил 10 000 пленници да бъдат убити, като ги хвърлят от върха на скала. Предполага се, че гробницата на Мойсеевия брат Аарон се намира на хълма над Петра.
Към IV век пр.н.е Петра е населявана от набатеите, арабско племе, което изсича много от фасадите на сградите от пясъчник и живее в множество пещери из града. Мястото е естествена крепост. Благодарение на мрежа от канали и тръбопроводи, градът е постоянно снабден с изворна вода. Набатеите първоначално били овчари и били известни с честността си. Бързо обаче се приспособили към нова роля – на охранители на кервани и търговци, а таксите, които налагали на минаващите пътници, спомогнали за преуспяването. Петра се превърнала в голям търговски център, а гръцките пътешественици разнасяли легенди за богатството и разкоша ѝ.
С упадъка на държавите на Птолемеите и Селевкидите в края на 2 век пр.н.е. държавата на набатеите възвръща самостоятелността си. При Аретас III Филелин (ок. 85 пр.н.е. – 60 пр.н.е.) те секат свои монети, а столицата Петра се превръща в голям елинистичен център. Периодът на разцвет продължава и при Аретас IV Филопатър (9 пр.н.е. – 40).
През 106 г. римският управител на Сирия завладява държавата на набатеите, която е превърната в римската провинция Арабия, но Петра продължава да процъфтява като важен център в региона до около 300 г., когато Римската империя започнала да запада.
От 1 век в Петра прониква и християнството, а през V в е документирано, че тя е седалище на християнска епархия. Атанасий Велики споменава за епископ на Петра на име Астерий. През 131 г. градът е посетен от император Адриан.
През VII в. попада под властта на мюсюлманите и впоследствие потъва в забрава с появата на по-достъпни търговски селища като Палмира на североизток от Дамаск. По времето на император Александър Север сеченето на монети и строителството на монументални обществени сгради е прекратено. По време на Йерусалимското кралство остатъците от града са завзети от крал Балдуин I и той остава под контрола на кръстоносците до 1189.

## Повторно откриване
През 1812 г. швейцарският изследовател Йохан Лудвиг Буркхарт преоткрива Петра за Западния свят. Той е първият известен европеец, посетил тези земи след кръстоносците през 12 век.
Буркхарт бил колоритна личност – преподавал арабски, изучавал корана и приел арабско име, за да улесни пътуванията си в тази част на Близкия изток. Откритието направил случайно, когато в края на август 1812 г., пътувайки от Сирия за Египет, край Мъртво море попаднал на група араби, които му разказали за „антики“ в долината „Вади Муса“. Дегизиран като арабин, той ги последвал. Отвели го до привидно плътна стена от скала, в която имало тесен, дълбок проход. Движели се около 30 минути през дефилето Сик, почти лишено от слънчева светлина. Изведнъж се озовали пред червеникавата фасада на изкусно изсечена в скалите сграда, висока 30 м. Намирали се на главната улица в древна Петра.
Тайната на съхранението на града се крие в неговата недостъпност. И до днес дотам се стига пеша или на кон. Археолозите са събрали множество факти от миналото му и са опровергали предположението от 19 век, че е бил просто некропол – град на мъртвите. Наистина има впечатляващи гробници като четирите царски могили в скалите на изток от централната му част или Деир на северозапад, но съществуват категорични доказателства, че в миналото Петра е бил град с поне 20 000 жители.

## Архитектура
Главната улица с колонади, която може да се види и днес, е успоредна на речното русло на Вади Муса, а някога от двете ѝ страни е имало магазини. Полукръглите каменни редове в театъра, построен от набатеите, предлагат места за 4000 зрители.
Най-емблематичната сграда безспорно е Каснех ал-Фарун (Съкровищницата на фараона). Фасадата от дялан камък е наистина впечатляваща. Името ѝ се дължи на древно вярване, че съкровището на фараона (вероятно Рамзес III, който владеел мините в Петра) било скрито в урна на върха на монумента. Местните хора стреляли по урната, опитвайки се да я разбият и да видят съкровището, но тя оставала невредима. Предполага се, че съкровищницата вероятно датира от втори век.
Докато отвън много от сградите са с прецизно изваяни колони, фризове и спирални резби, вътрешността им съвсем не е толкова изпипана.
Тук обичайната украса са ярките цветове и наслояването на пясъчника – който често изглежда като моарирана коприна.
Самият Буркхарт не видял нито един от интериорите на Петра, нито от великолепните ѝ сгради. Бил в града под фалшива самоличност и когато водачът му станал подозрителен, трябвало да си тръгне.
- Петра
- Манастирът